# Leptopsyllus (Leptopsyllus) abyssalis
Leptopsyllus (Leptopsyllus) abyssalis is een eenoogkreeftjessoort uit de familie van de Paramesochridae. De wetenschappelijke naam van de soort is voor het eerst geldig gepubliceerd in 1979 door Becker.